# Rattana Bundit-Universität
Die Rattana-Bundit-Universität (thailändisch มหาวิทยาลัยรัตนบัณฑิต, Kasem-Bandit-Universität, RBU) ist eine private Universität in Bangkok, Thailand.

## Geschichte und Allgemeines
Die Rattana-Bundit-Universität wurde 1997 von Acharn Prachum Rattanapian, dem ehemaligen Bildungsminister Thailands, und Ajarn Wichitra Rattanapian als Rattana-Bundit-College gegründet. 2005 erhielt sie den Universitätsstatus und ist damit eine der jüngsten des Landes. Die Universität unterhält zehn Fakultäten sowie eine eigene Handelsschule.
Die Universität ist auch Sitz des Fußballvereins Rattana Bundit FC.

## Akademische Einrichtungen
- Fakultät für Rechnungswesen
- Fakultät für Unternehmensführung und Finanzen
- Fakultät für Dienstleistungsindustrie
- Fakultät für Kreativwirtschaft
- Fakultät für Internationale Wirtschaft
- Fakultät für digitale Kommunikation
- Fakultät für Ingenieurswissenschaften und Technologie
- Fakultät für Recht und öffentliche Verwaltung
- Fakultät für Erziehung
- Fakultät für Krankenpflege

## Alumni
- Chairat Madsiri (* 1982), Fußballspieler
- Phai Phongsathon (* 1982), Sänger
- Phataimas Muenwong (* 1995), Badmintonspielerin